# Ptisana purpurascens
Ptisana purpurascens, vrsta papratnjače iz porodice Marattiaceae. Najveći je endem s otoka Ascension u Atlantskom oceanu
Dvoperasti listovi narastu do 1m dužine. Stabljike (ili 'peteljke') listova su ljubičaste boje što daje vrsti njezino znanstveno ime. Nalazi se samo na vlažnim, maglovitim padinama oko vrha Green Mountain.

## Sinonimi
- Marattia ascensionis J.Sm.
- Marattia ascensionis var. cristata J.Sm.
- Marattia purpurascens de Vriese